# Moi et les autres
 (juin 2017).
Si vous disposez d'ouvrages ou d'articles de référence ou si vous connaissez des sites web de qualité traitant du thème abordé ici, merci de compléter l'article en donnant les références utiles à sa vérifiabilité et en les liant à la section « Notes et références ».
Moi et les autres est un essai d'Albert Jacquard sur l'inné et l'acquis paru en 1983.

## Résumé
Albert Jacquard cherche à montrer, à travers ce texte, que tout individu se construit à la fois grâce à son patrimoine génétique (=l’inné) et son environnement (=l’acquis).
Les progrès de la génétique fondent de grands espoirs mais nous induisent aussi fortement en erreur en ce qui concerne le jugement que nous portons sur les êtres humains, caractérisés à la fois par leur singularité et leur universalité. En effet, l’objectif de l’auteur est de nous empêcher de considérer l’être humain en fonction d’un certain déterminisme génétique puisque cette méthode de compréhension est, comme il le montre très méthodiquement, vouée à l’échec.
A l’aide de nombreux exemples, Albert Jacquard parvient à une certaine vulgarisation de la génétique et nous permet alors de comprendre et de réduire les erreurs de jugement que nous effectuons en parlant « de l’inné et de l’acquis ».moi et les autres

## L’addition: un piège redoutable
L’auteur définit tout d’abord les deux mots-clés de son œuvre : inné et acquis. En effet, il nous montre que tous les phénomènes qui se sont produits en chacun de nous au cours de notre histoire ainsi que certaines de nos caractéristiques (comme notre groupe sanguin ou encore le fait d’avoir eu l’appendicite par exemple) dépendent de deux facteurs :
1. L’inné, c'est-à-dire le patrimoine génétique obtenu à la fois du père et de la mère. C’est ce qui est obtenu dès la naissance.
2. L’acquis, c'est-à-dire tout ce que l’environnement m’apporte (à savoir une certaine énergie ou encore de l’affection par exemple). C’est ce qu’on obtient tout au long de notre vie.

Il s’interroge sur les influences respectives qu’ont l’inné et l’acquis au cours de la construction des individus. 
Pour nous le prouver, l’auteur utilise un exemple très simple : « 2 et 2 font 4 » et « 2 et 2 font 22 ». En fait, aucune de ces phrases n’est fausse : tout dépend de la signification donnée au mot « et ».
Vous aurez très certainement tendance à répondre que « 2 et 2 font 4 » et cela est dû à un certain réflexe né de avec l’apprentissage du calcul. En entendant « 2 et 2 », on comprend « 2 + 2 ».
Cependant, la plupart du temps, le mot « et » évoque la juxtaposition de deux éléments qui interagissent et non pas d’une addition. 
C’est donc par besoin de confort intellectuel que l’on parle des parts respectives de l’inné et de l’acquis. 
L’auteur nous fait tout de même part d’une autre solution beaucoup plus complexe pour atteindre le confort intellectuel d’un mécanisme additif, en effet on peut modifier le problème en tentant d’analyser les causes des écarts entre les individus au lieu du caractère lui-même (dans ce cas le QI). Jacquard insiste alors sur le fait que quel que soit le problème étudié dans la réalité, divers facteurs agissent simultanément. Les conséquences de la variation de l’un des facteurs dépendent donc de l’état des autres facteurs. On ne peut donc en aucun cas isoler l’effet de chacun des facteurs.

## Génétique et fatalité
Il existe des gènes dont l’action est stricte et des correspondances entre phénotype et génotype qui sont très simples (par exemple, le système ABO ou encore la mucoviscidose). L’environnement n’a donc aucune influence sur ces caractères et c’est ainsi que naît une certaine impression de fatalité.
Cependant, il est nécessaire d’insister sur le fait que dans certains cas, cette fatalité est en fait très relative.
C’est le cas de la phénylcétonurie, qui est une maladie héréditaire qui entraîne, lorsqu’elle n’est pas traitée, une déficience intellectuelle sévère. Cette maladie est due à la présence d’une double dose de certains gènes. Elle apparaît donc, à premier abord, comme exclusivement génétique. Maintenant, on est capable de l’éviter grâce à un régime approprié. Les gènes sont bien entendu toujours présents, ils ont les mêmes effets qu’avant mais le changement apporté au milieu rend ces mécanismes inoffensifs. En fait, cette maladie, qui était autrefois qualifiée de « 100 % génétique » puisqu’elle dépendait exclusivement des gènes reçus, est maintenant considérée comme « 100 % environnementale ». Cette maladie n’est donc nocive que dans des conditions ordinaires. L’environnement agit sur les mécanismes biologiques, c'est-à-dire que l’acquis agit sur l’inné.
On a tendance, comme dans cet exemple, à chercher une seule et unique cause à un phénomène alors qu’en fait, il existe un enchevêtrement très complexe de causes.

## Conclusion
L’auteur, dans ce texte, remet en question l’idée d’addition que nous avons tendance à appliquer à tous les éléments alors que certaines fois, la simple juxtaposition des éléments serait préférable. Il en conclut alors qu’on ne peut accorder de réelles parts respectives à l’inné et à l’acquis.
Ensuite, Jacquard nous informe sur la fatalité très relative des caractères dus aux gènes puisque ceux-ci peuvent, parfois, être compensés par certains comportements acquis. Il insiste alors sur la multiplicité des facteurs entrant en jeu quel que soit le phénomène.
À travers ce texte, l’auteur ne critique pas réellement la science mais certaines de ses positions les plus extrêmes comme le fait que l’homme est soumis à une certaine forme de déterminisme génétique par exemple. Jacquard fait en réalité la critique de l’approche scientiste. 